# Sylvère Maes
Sylvère Maes (Zevekote, Gistel, Flandes Occidental, 27 d'agost de 1909 - Oostende, 5 de desembre de 1966) va ser un ciclista belga que va guanyar el Tour de França de 1936 i 1939.
El 1933 es va fer ciclista professional. Després de guerra va ser director esportiu de l'equip belga Aiglons el 1949, i de l'equip nacional belga de 1950 a 1957.

## Palmarès
- 1933
  - 1r a la París-Roubaix
  - 1r al Critèrium Internacional de ciclo-cross
  - 1r a la Copa Sels
  - 1r al Circuit de Brabant
- 1934
  - 1r a Oudenbourg
  - 1r a Bar-le-Duc
  - Vencedor d'una etapa al Tour de França
- 1935
  - Vencedor d'una etapa al Tour de França
- 1936
  - 1r del Tour de França i vencedor de quatre etapes
- 1937
  - Vencedor d'una etapa al Tour de França
- 1938
  - 1r a Roulers
- 1939
  - 1r al Tour de França, vencedor de dues etapes i 1r al Gran Premi de la Muntanya
  - 1r del Circuit de Morbihan
  - 1r del Critèrium de Cannes
- 1941
  - 1r a Kessel-Lo

### Resultats al Tour de França
- 1934. 8è de la classificació general. Vencedor d'una etapa
- 1935. 4t de la classificació general. Vencedor d'una etapa
- 1936. 1r de la classificació general. Vencedor de 4 etapes
- 1937. Abandona (17a etapa). Vencedor d'una etapa
- 1938. 14è de la classificació general
- 1939. 1r de la classificació general. Vencedor de 2 etapes. 1r del Gran Premi de la Muntanya

### Resultats al Giro d'Itàlia
- 1947. 5è de la classificació general